# HP Enterprise Services
HP Enterprise (precedentemente nota anche come HP Enterprise Services e poi Enterprise Services) è una delle prime multinazionali ad occuparsi dell'erogazione di servizi tecnologici e di business in esternalizzazione alle imprese. Creata nel 1962 da Ross Perot con nome Electronic Data Systems (EDS), la sede principale è a Plano in Texas. Nel 1984 è stata acquisita dalla General Motors, ma nel 1996 è tornata ad essere un'azienda indipendente. Nel 2006 impiega 117.000 persone in 60 nazioni ed ha un giro d'affari di 19,8 miliardi di dollari. La società è presente nella classifica Fortune 500 come una delle più grandi aziende di servizi. Dal 03 aprile 2017 si unisce insieme a CSC (Computer Science Corporation) fondando DXC Technology, la più grande azienda indipendente al mondo per i servizi IT end-to-end.

## Descrizione
Nel 1979, subito prima della rivoluzione iraniana che portò alla destituzione dello Scià dell'Iran, molti impiegati dell'azienda (all'epoca era la società di IT che sviluppava il sistema informatico di previdenza sociale iraniano) furono detenuti dal governo di transizione iraniano; ciò spinse Ross Perot a prendere misure clandestine straordinarie per liberare i propri dipendenti e portarli fuori dall'Iran. Questi eventi vengono raccontati nel libro di Ken Follett Sulle ali delle aquile.

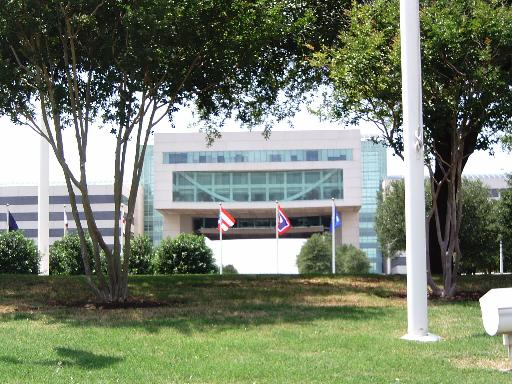
La sede centrale a Plano.

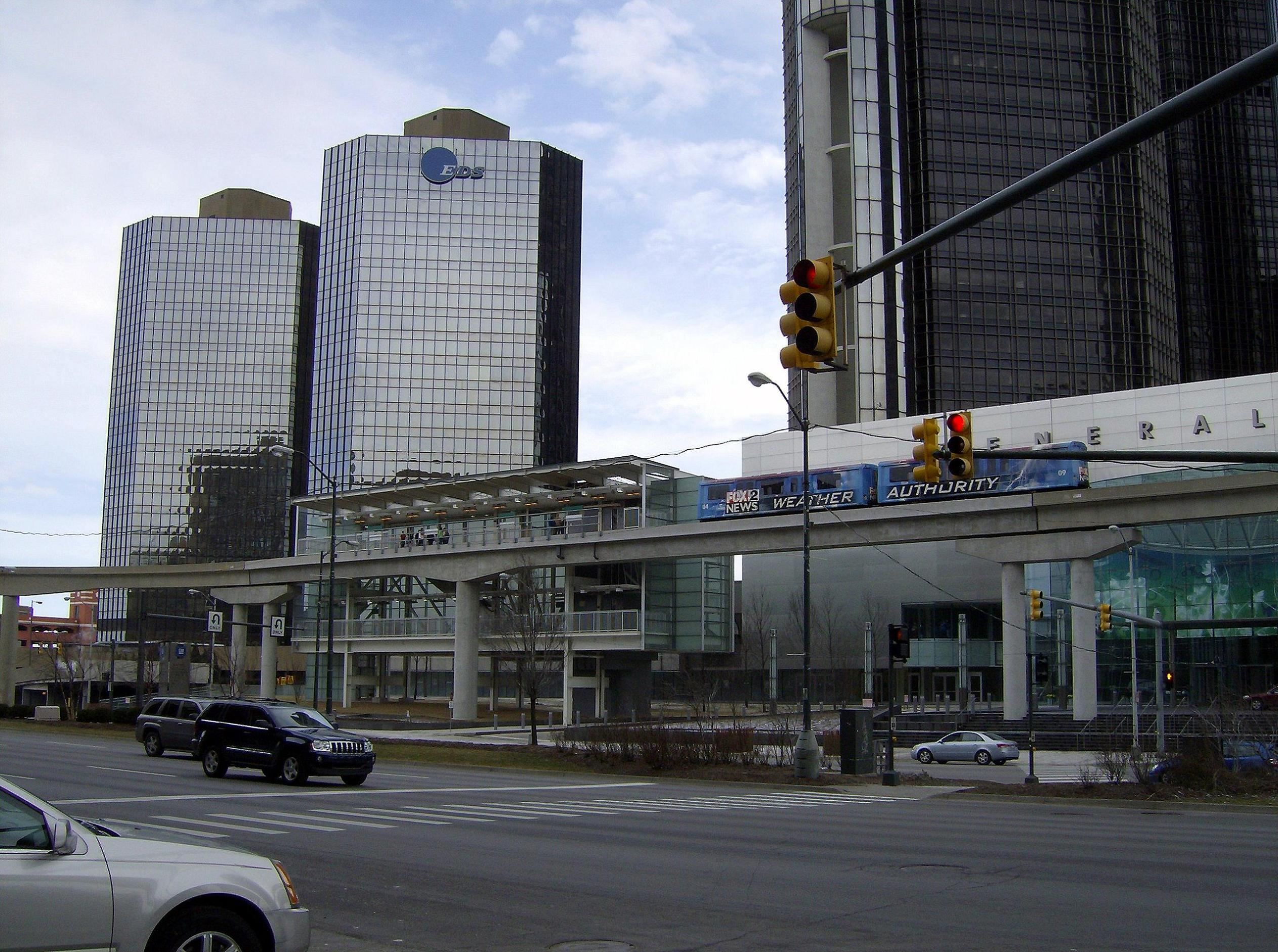
Uffici distaccati presso la Tower 500 e la Tower 600 nel Renaissance Center a Detroit.

Nel 2006 EDS vende la propria società di consulenza aziendale A.T. Kearney e mantiene interessi in 4 società:
- ExcellerateHRO, che offre servizi di outsourcing nelle risorse umane, posseduta congiuntamente a Towers Perrin.
- Injazat Data Systems, una joint venture con la Mubadala Development Company di Abu Dhabi la cui missione è di fornire servizi IT e di business in esternalizzazione negli Emirati Arabi Uniti, Qatar e Oman ai settori governativo, petrolio e gas, utility, finanziario, trasporti, telecomunicazioni e medico.
- SOLCORP, che fornisce soluzioni software e servizi relativi alle assicurazioni sulla vita e alle società di gestione di beni.
- Wendover Financial Services che si occupa di prestiti.

Nel 2008 HP acquisisce il pacchetto azionario di controllo di EDS per 13,9 miliardi di dollari, con una delle maggiori operazioni di fusione nell'ambito delle tecnologie informazione, .
A inizio 2010 EDS cambia nome in quello attuale.

## Presenza in Italia
La società è presente con propri presidi in Italia dal 1985 per la distribuzione dei prodotti Unigraphics e per coadiuvare le attività di General Motors dal lato informatico. Comunque è solo dal 1993 che si realizza la prima acquisizione con l'acquisto della società «Systems & Management» di Torino e nel 1994, contestualmente alla firma di un contratto decennale, acquista la società Database (di cui aveva già tentato l'acquisizione nel 1993) dall'INA (successivamente entrata a far parte del gruppo Generali). Nel 1996 insieme a Fondiaria crea la «Sistemi sanitari», società a maggioranza EDS che si occupa di gestione di polizze sanitarie e sinistri.
Nel 1997 vince il concorso appalto della durata di quattro anni, successivamente rinnovato e ancora in essere, indetto dal Ministero della pubblica istruzione per la gestione dei sistemi informativi mentre le 1998 firma con Banca di Roma (successivamente confluita in Capitalia) un contratto per l'outsourcing dei sistemi informativi divenendone contestualmente azionista di riferimento, il contratto, anche se alla fine entrò in vigore, fu violentemente osteggiato dai dipendenti Banca di Roma oggetto della cessione. Nel 1999 è la volta di Eni che cede a EDS la controllata Enidata e la gestione dell'infrastruttura informatica. Dallo stesso anno gestisce le infrastrutture tecnologiche italiane di Deutsche Bank ed ha vinto il contratto di fornitura dei servizi di Interoperabilità del Centro Tecnico per la Rete Unitaria della Pubblica Amministrazione - RUPA dell'AIPA. Nel 2000 la società ha siglato un accordo di durata pluriennale con la Motorizzazione Civile per la gestione del centro elaborazione dati e per la gestione e la manutenzione dei sistemi applicativi del Cliente. Dal 2006 acquisisce la gestione IT di Credem.
Dal 1º febbraio 2007 è operativa la joint-venture Fondiaria-SAI Servizi Tecnologici S.r.l. (FSST) costituita al 51% da Fondiaria-SAI e per il 49% da EDS con lo scopo di gestire l'architettura informatica della Fondiaria-SAI. Nello stesso anno per effetto, essendo la banca Antonveneta entrata a far parte del gruppo già cliente EDS, acquisisce anche il settore informatico di questo istituto bancario. Attualmente ha sei sedi in Italia di cui due al sud: una a Pozzuoli ed un centro competenze a Bari; due al nord: Milano e Torino; due al centro: Roma (sede centrale) e Pomezia. I profitti nel 2004 sono stati di € 442 milioni e le persone attualmente impiegate sono 3300. Dal 1º maggio 2014, in seguito alla fusione tra Unipol e Fondiaria Sai che ha dato origine ad UnipolSai, FSST è stata incorporata nel gruppo Unipol.

### Clienti in Italia
Alcuni dei maggiori clienti in Italia:
- INA Assitalia
- Banca San Paolo
- Banca di Roma
- Monte dei Paschi di Siena
- Banca Nazionale del Lavoro
- Deutsche Bank
- Telecom Italia
- Ministero della Pubblica Istruzione
- Istituto Nazionale della Previdenza Sociale
- Valtur
- Zanussi-Electrolux
- Eni

A gennaio 2010 sono stati svelati all'interesse pubblico molti dei contratti citati, fino a quel momento mai dichiarati (Credem, Capitalia e Antonveneta, per citarne alcuni). Dopo l'acquisizione a livello mondiale da parte di HP il numero dei dipendenti è notevolmente ridotto, impattando a livello mondiale oltre 24000 dipendenti. In Italia l'intero gruppo ha visto una riduzione di circa 1000 dipendenti.